# Peșakovo, Vidin
Peșakovo (în bulgară Пешаково) este un sat în comuna Vidin, regiunea Vidin,  Bulgaria. 

## Demografie
Componența etnică a satului Peșakovo
     Bulgari (79,16%)
     Romi (20,83%)
     Nicio identificare (0%)
     Altele (0%)
La recensământul din 2011, populația satului Peșakovo era de 96 locuitori. Din punct de vedere etnic, majoritatea locuitorilor (79,16%) erau bulgari, cu o minoritate de romi (20,83%). Pentru 0% din locuitori nu este cunoscută apartenența etnică.